# 1646 en littérature
| Années de la littérature : 1643 - 1644 - 1645 - 1646 - 1647 - 1648 - 1649    |
| Décennies de la littérature : 1610 - 1620 - 1630 - 1640 - 1650 - 1660 - 1670 |

Cet article présente les faits marquants de l'année 1646 en littérature.

## Événements
- 28 août : Nicolás Antonio reçoit de Philippe IV l'ordre de Santiago pour son monumental registre des écrivains espagnols[1].
- 5 septembre : l'évêque de Puebla Juan de Palafox y Mendoza lègue aux collèges de la ville sa collection de cinq mille ouvrages, fond à l'origine de la bibliothèque Palafoxiana, première bibliothèque publique en Amérique[2].

## Parutions
- 2 janvier : publication de Poems of Mr John Milton, un recueil de poèmes de John Milton contenant On the morning of Christ nativity (« Ode au matin de la Nativité ») et L'Allegro[3].

- 5 février : imprimatur accordé au traité de Baltasar Gracián, El Discreto : (« L'Homme universel »), Huesca, Juan Nogués, 1646 (présentation en ligne).
- 17 avril : achevé d’imprimer du premier volume du roman de Gautier de Costes de La Calprenède, Cléopâtre, vol. 1, Paris, Toussainct Quinet, 1647 (présentation en ligne) (privilège du 30 mars 1646), première partie d'un roman en douze volumes publiés de 1646 à 1658.

- Jean Eon, Le Commerce honorable, : ou Considérations politiques, Nantes, Guillaume Le Monnier, 1946 (présentation en ligne), manifeste en faveur du commerce maritime publié anonymement.

- Richard Crashaw, Steps to the Temple : Sacred Poems, With other Delights of the Muses, Londres, Humphrey Moseley, 1646 (présentation en ligne).